# میدان جنگ (فیلم ۱۹۹۵)
میدان جنگ (به هندی: Maidan-E-Jung) فیلمی محصول سال ۱۹۹۵ و به کارگردانی کی سی بوکادیا است. در این فیلم بازیگرانی همچون دهر مندرا، آکشی کومار، کاریسما کاپور، جایا پرادا، آمریش پوری، گلشن گروور، مانوج کومار، موکش خانا، قادرخان، شاکتی کاپور ایفای نقش کرده‌اند.